# Мулино Нуово (Савона)
Мулино Нуово је насеље у Италији у округу Савона, региону Лигурија.
Према процени из 2011. у насељу је живело 21 становника. Насеље се налази на надморској висини од 120 м.